# TurboJET
TurboJET（ターボジェット、噴射飛航）は、香港の海運会社である信徳中旅船務管理有限公司（英: Shun Tak-China Travel Ship Management Limited、葡: Shun Tak China Travel-Companhia de Gestão de Embarcações, Limitada）が運航するジェットフォイル。

## 概要

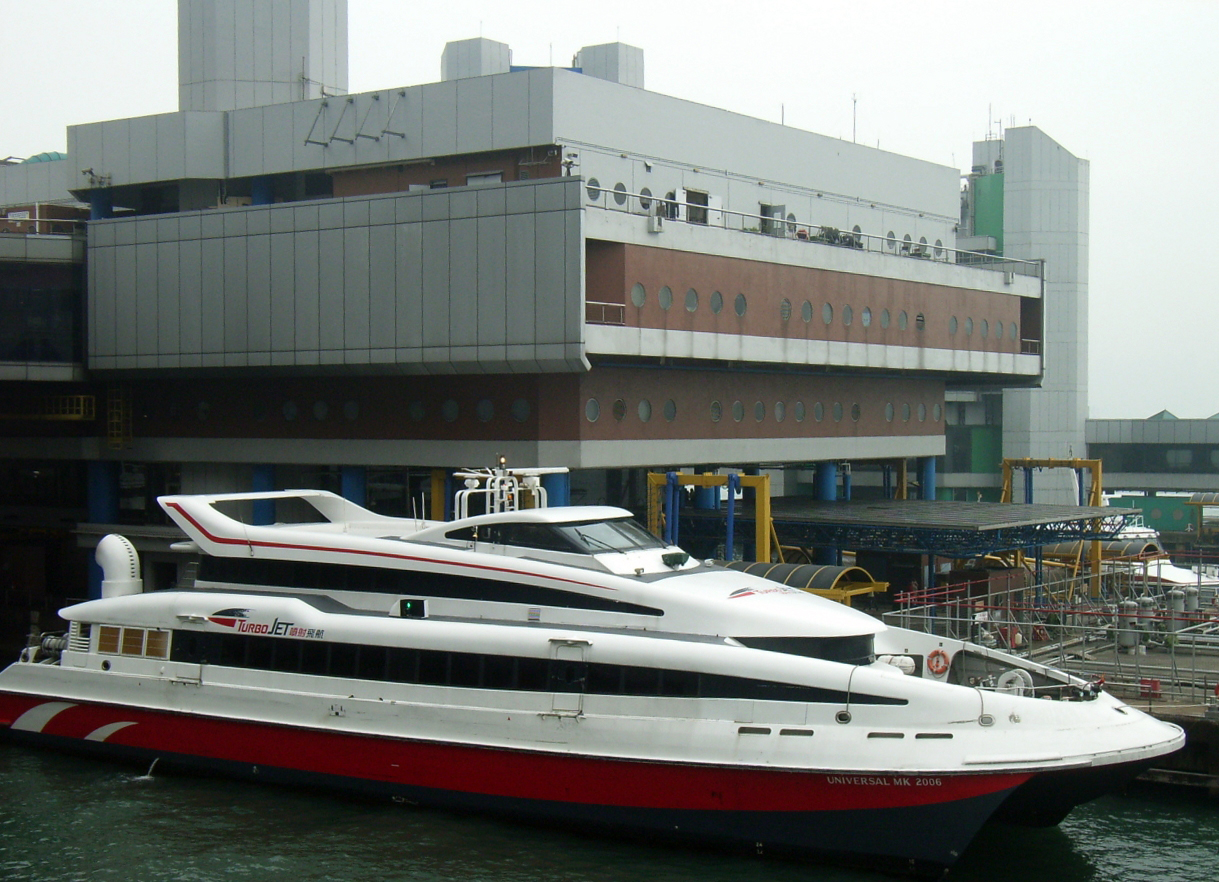
香港のマカオフェリーターミナルに停泊する宇航2006 TriCat （昔の塗装）

香港がイギリスの植民地で、マカオがポルトガルの植民地であった1962年に、両地を結ぶ高速フェリーとして香港に拠点を置く信徳集団有限公司によって、水中翼船などの高速船による運航が開始された。信徳集団はスタンレー・ホーが創始した、マカオにおけるカジノ事業を独占した企業集団であり、この航路はカジノ観光の動脈として発展した。
1980年代に入り、新たに建設された香港の上環の信徳中心（Shun Tak Centre）にある香港・マカオ・フェリーターミナルと、マカオのアウター・ハーバー・フェリーターミナルの間を結ぶ路線を運航している。
その後、マカオの行政管理権が中華人民共和国へ返還される数か月前の1999年7月に、信徳集団有限公司と香港中旅国際投資有限公司により設立された「信徳中旅船務管理有限公司」による運航に組織変更され、「TurboJET」のブランド名を冠された。
他にも、上環と九龍の尖沙咀中港客運碼頭（China Hong Kong Terminal）と深圳の間を結ぶ路線、マカオから深圳の間を結ぶ路線と、香港国際空港のスカイピアとマカオ、中華人民共和国本土の深圳の間を結ぶ路線（TurboJET Sea Express/機場噴射飛航のブランド名で運航）を運航している。
香港・マカオ・珠海市を結ぶ全長55kmの港珠澳大橋が2018年10月23日に開通。高速バス運行による輸送量減少に呼応し、就航時期の早い船舶について定員減少を伴う改装を施す等、サービス面のグレードアップを進めている。
2020年2月4日以降、新型コロナウイルス感染症の世界的流行に伴い、香港政府の布告により、長期的に運航を停止していた。マカオ・香港国際空港直通フェリーについては2022年12月30日から運航が再開される旨アナウンスされた。また、流行が収まりつつある状況に鑑みて、以下の通り運行状況が改善しつつある。
- 2023年1月8日から、香港（上環）－タイパ路線の運航を1日8往復（金曜・日曜のみ7往復）で再開。
- 2023年1月19日から、香港（上環）－マカオ（外港）路線の運航を11往復で再開、これに伴いタイパ路線を6往復（金曜・日曜4往復：当初は全日程4往復へ減便予定だったものを変更）へ減便。
- 2023年1月22日から、香港（上環）－珠海路線を1日4往復、チャイナフェリーターミナル－珠海路線を1日2往復でそれぞれ再開。
- 2023年3月1日から、香港（上環）－タイパ路線を水・木・金曜日5往復、土曜～翌週火曜まで6往復と週末中心に1往復増便。香港（上環）－マカオ（外港）路線は12往復に増便。
- 2023年3月18日から、香港（上環）－マカオ（外港）路線を15往復に増便予定、同日出発分以降についてネット・窓口での事前予約を再開。

## 運航路線

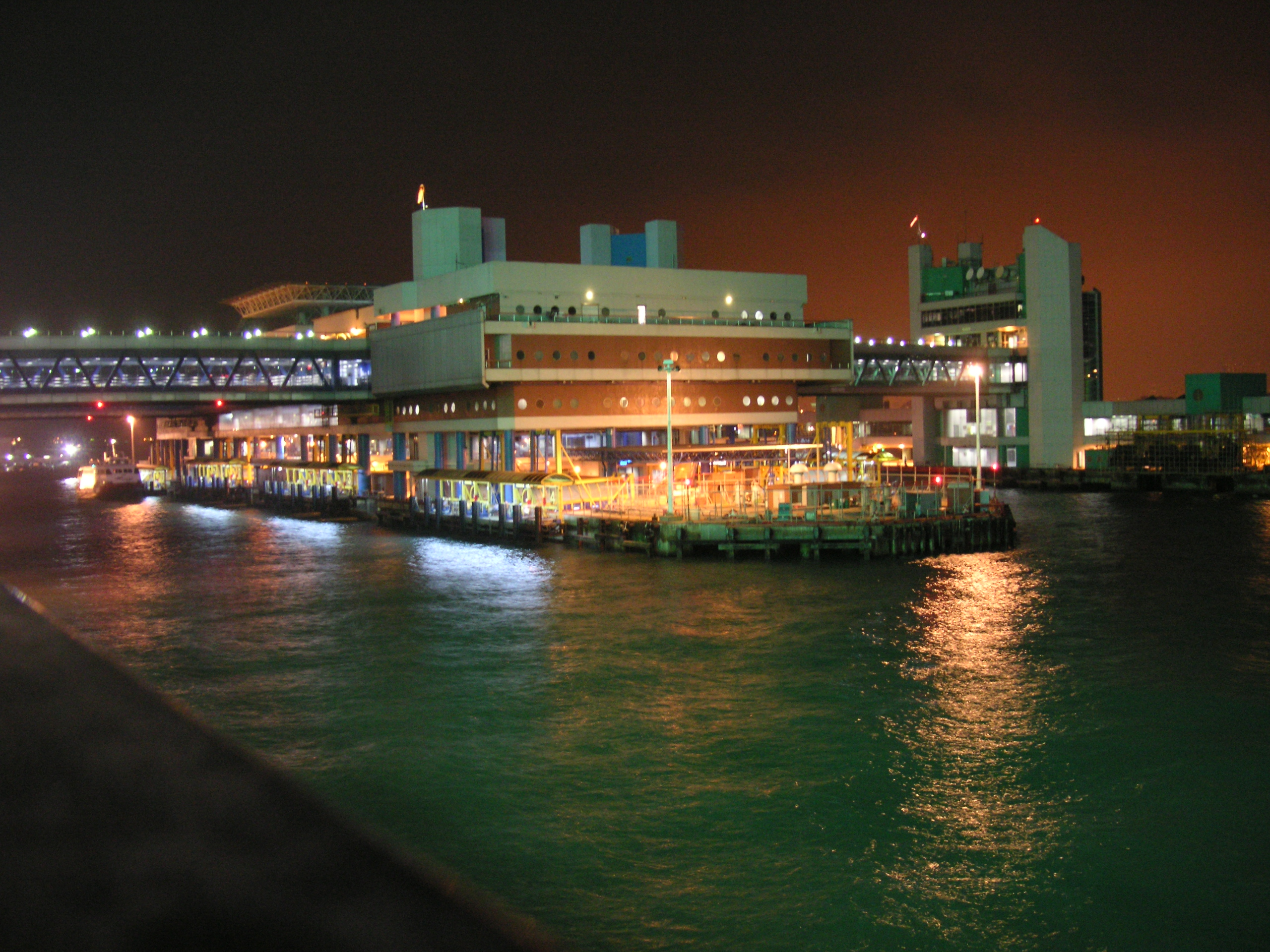
香港マカオフェリーターミナル

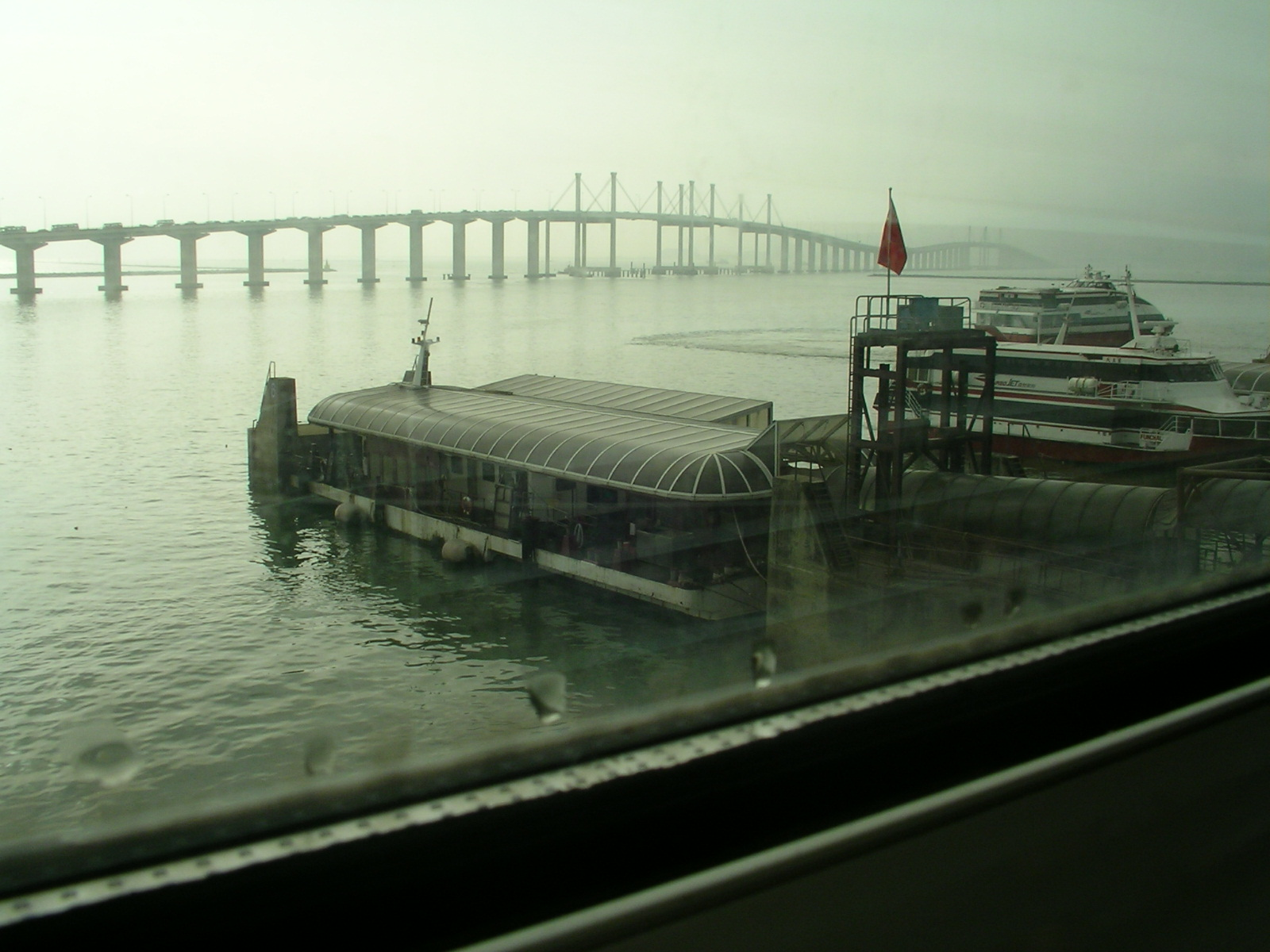
アウター・ハーバー・フェリーターミナル

香港とマカオを中心に計7路線（2023年3月現在）を水中翼船（ジェットフォイル）や高速双胴船などの32隻（2019年現在）の高速船で運航している。なお、全ての路線は国際線扱いになるため、出航及び到着時にそれぞれの税関でパスポートの提出が必要である。また、空港路線については原則として路線ごとに定められている時間までに予約が必要である。各路線の便数はCOVID-19発生前であり、状況により大きく変化する可能性があるので注意すること。

### 香港（上環）-マカオ線
香港-マカオ（外港）間は、ビジネス客のみならず、観光客の需要も1年を通じて多く、最大15分間隔で24時間運航されており、香港-マカオ間を約55分で結んでいる。便数が多いこともあり原則予約なしで搭乗できるものの、週末や旧正月などの繁忙期は予約がないと乗れないケースもある。
- 上環 - 外港 - 約半分の便についてプレミアクラス（後述）の席が設定される。

### 香港（九龍）-マカオ線
九龍の尖沙咀のチャイナ・フェリーターミナルとマカオを結ぶ航路。タイパ港行きを含め、1日10往復が運航されている。
- 九龍 - 外港
- 九龍 - タイパ

### 深圳（深圳空港/蛇口）-マカオ線
中華人民共和国本土の一部の省からのマカオへの事実上の渡航自由化を受けて、マカオと中華人民共和国本土の深圳の蛇口クルーズセンター、深圳宝安国際空港を結ぶ3航路が開設された。マカオ-深圳間は約60分である。
- 外港 - 深圳空港（福永)
- 外港 - 蛇口
- タイパ - 蛇口

### 香港国際空港-マカオ線
2003年から「Turbojet Sea Express（機場噴射飛航）」のブランド名で運航されている。1日5便程度と便数は少ないものの、マカオ国際空港に就航していない航空会社による国際線とのアクセスに香港国際空港を利用するために、これらの海路を利用することも多い。所要時間は約70分。なお、香港国際空港-マカオ線に乗り継ぐ場合、香港に入国せずに空港内で乗り継ぎ、手荷物をそのままマカオまで運ぶサービスも提供されている。
- 外港 - 香港国際空港(海天フェリーターミナル（中国語版）)
- マカオ国際空港直近のタイパ港とを結ぶ航路が2009年に開設されたが後に撤退。現在は金光飛航（中国語版）（コタイ・ウォータージェット）が就航中。

#### 休止・廃止路線
- 香港（屯門）-マカオ（外港・タイパ）線

屯門フェリー・ターミナルとマカオ（外港）の間を結ぶ路線であり、2016年1月28日より運航を開始。同年4月よりタイパ港行きが追加設定された。両航路を合わせ、1日7.5往復が運航されていたが、2021年1月11日にターミナルの運用停止とともに休止中である。
- 深圳→香港国際空港線

## 運航クラス
Premier JetFoil の登場により、客席グレードが追加された。
エコノミークラス
スーパークラス
無料で軽食がサービスされる他、新聞や雑誌、ターミナル内のラウンジと優先搭乗サービスが提供される。料金はエコノミーの約2倍。
また、ジェットフォイルのスーパークラスには6人以下のグループ用の個室(VIPキャビン)も用意されている。
プレミアグランドクラス
スーパークラスを上回る乗船料が設定される。料金はエコノミーの約3倍。
プレミアVIPキャビン
一隻最大4席のみ。料金はエコノミーの約14倍。

## サービス
エコノミークラス、スーパークラスともに、客室乗務員によって軽食や飲み物が販売されている。なお、国際線扱いのため、免税品が船内とターミナルで販売されている。フリーWi-Fiが使用可能。

## 乗船券の購入方法
- 各フェリーターミナル窓口、および自動券売機での購入。
- 香港側ではフェリーターミナル付近の旅行代理店が若干安く販売していることもある。
- 公式アプリによる購入。eチケットを採用しているため、アプリに表示した二次元バーコードで搭乗が可能。
- 公式サイトでのWeb予約。搭乗券の受け取りは各フェリーターミナル窓口あるいは自動券売機で行う。

### 空席待ち
乗船券は便指定による定数販売となっているが、香港マカオ路線など出発便が多数存在する路線においては、手持ちの乗船券に記載されている時刻より前の便において空席待ちを行うことが可能となっている。なお、空席待ちが成立したときに、元々持っていた便の定数販売枚数が回復しない仕組みであるため、窓口で定数を理由に発売を終了した便であっても、空席が多数発生することも多い。
1. 空席待ちは、出国手続きを完了し、搭乗待合室の空席待ち列に整列することによって行う。
2. 当該便に予約を持っている旅客の搭乗締め切り時刻をもって、残席数を確認し、空席待ち者への割当を行う。割当については多頻度利用客への優先割当もあるため、残席があって列の先頭にいても確約されるとは限らない。
3. 物理的に満席となった時点で空席待ちは終了し、割当を受けられなかった者は後続便の空席待ちへ並ぶか、当初予約便への搭乗を個別に自己判断する。

## 運航船舶

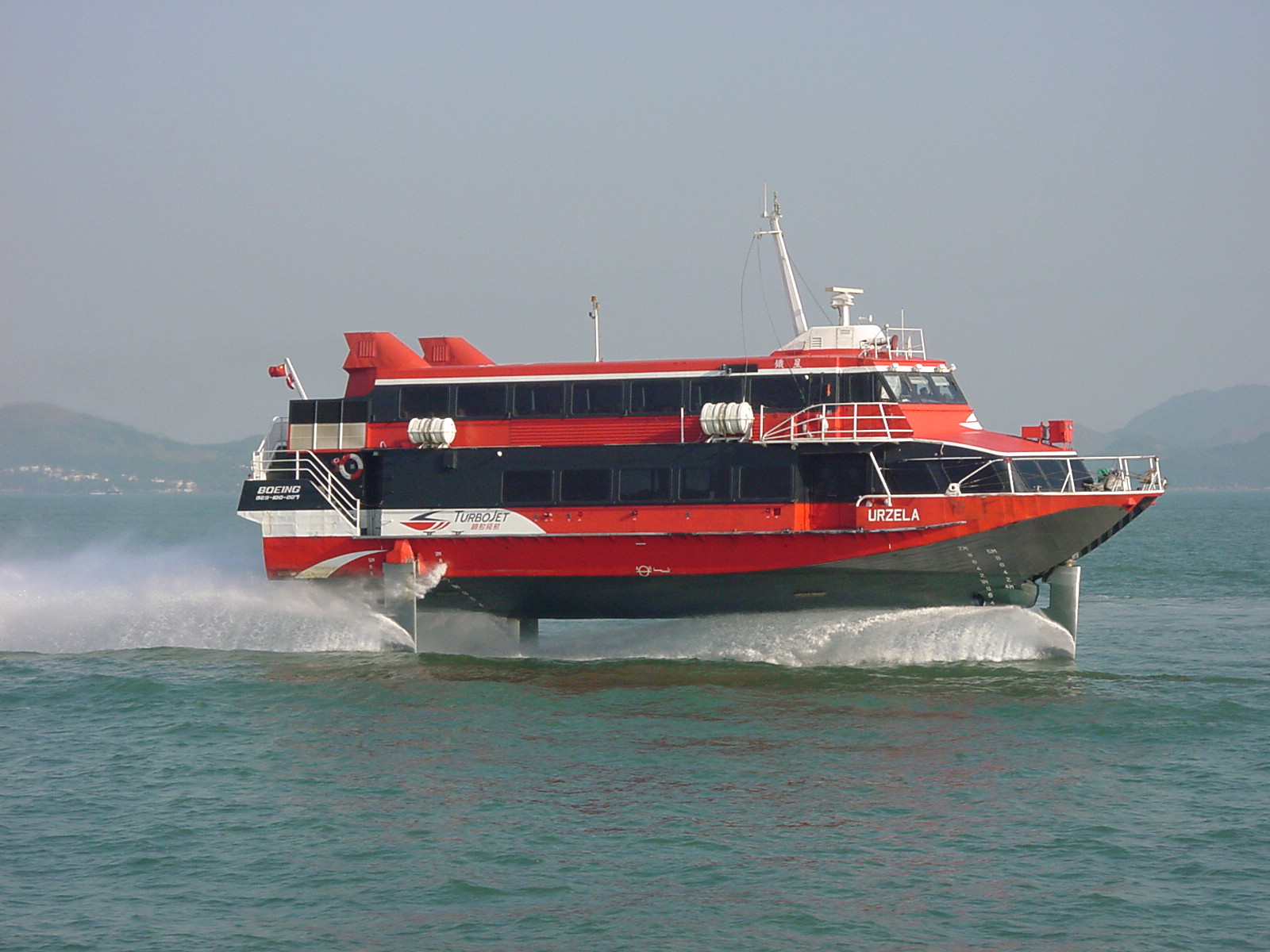
鉄星 JetFoil

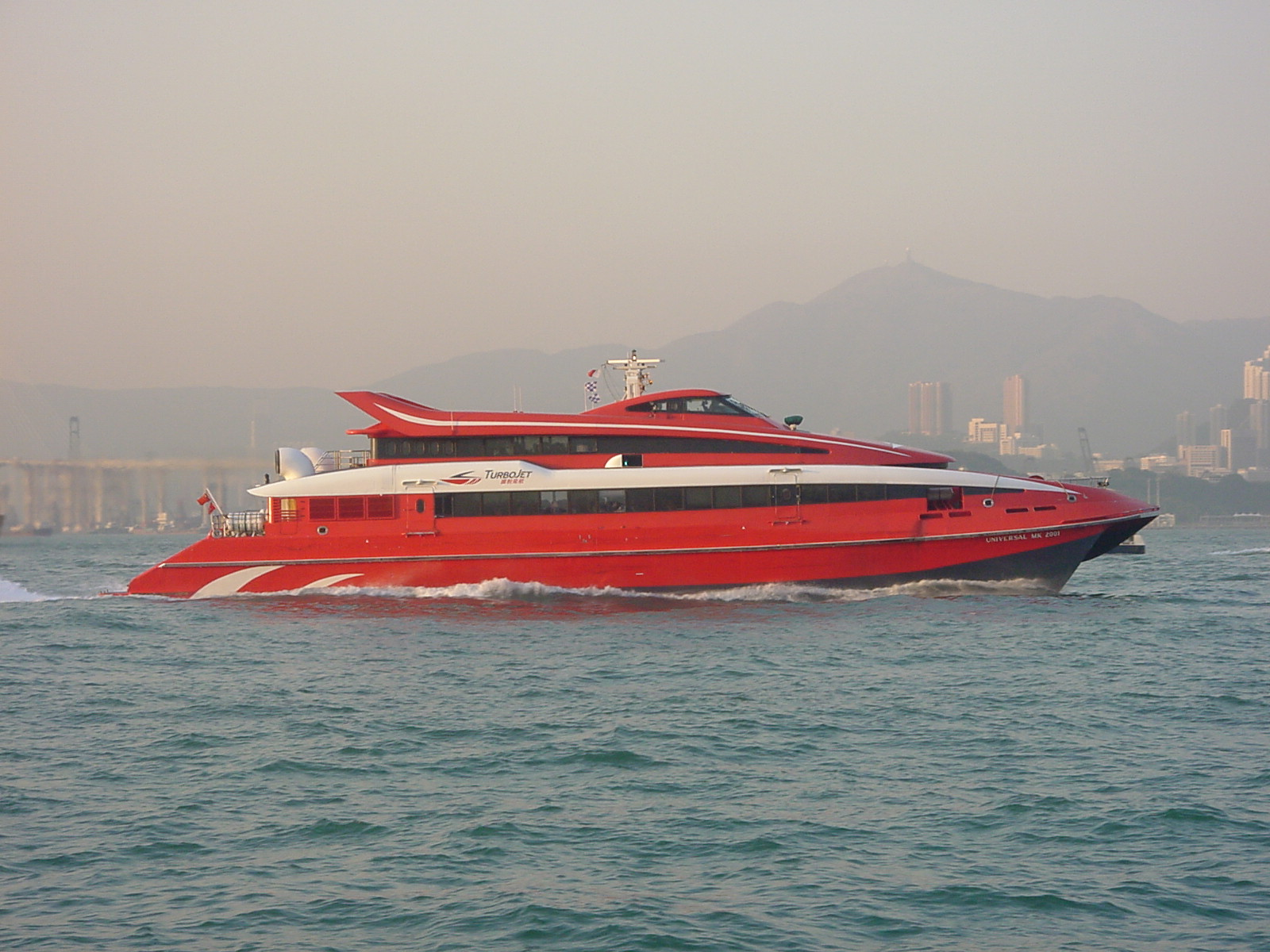
宇航2001 TriCat

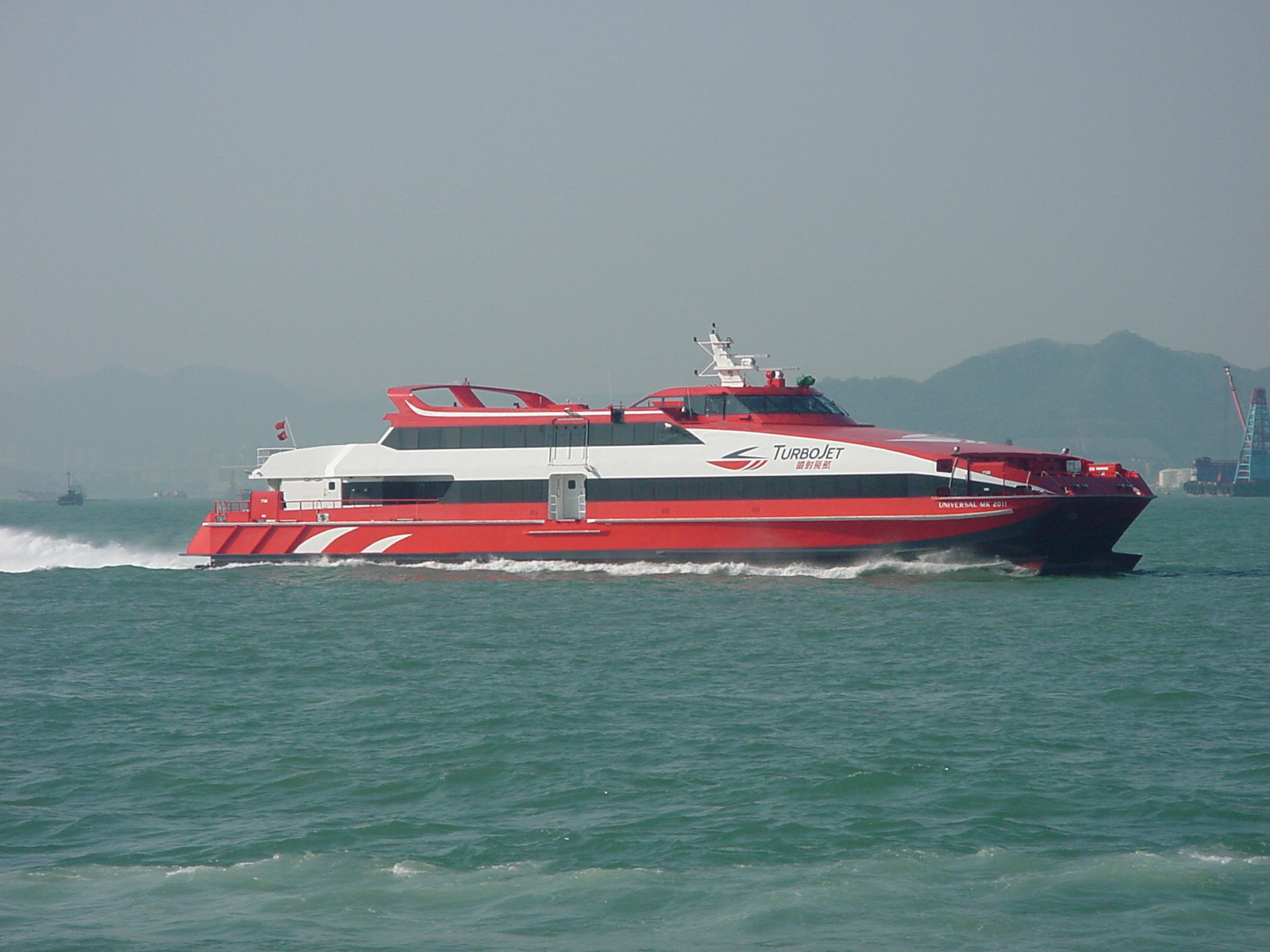
宇航2011 Austal 48m

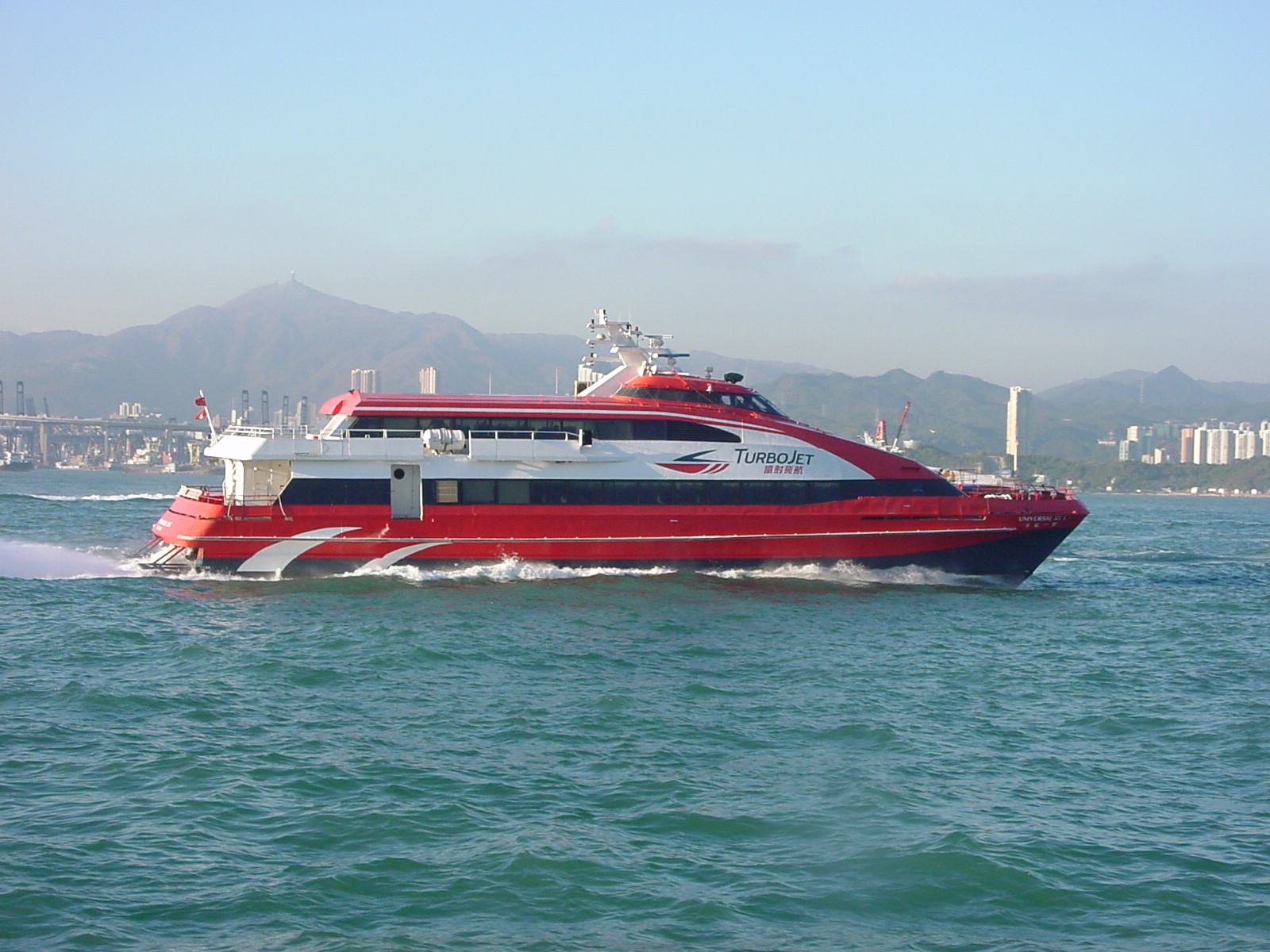
宇航一號（宇航一号） Flying Cat

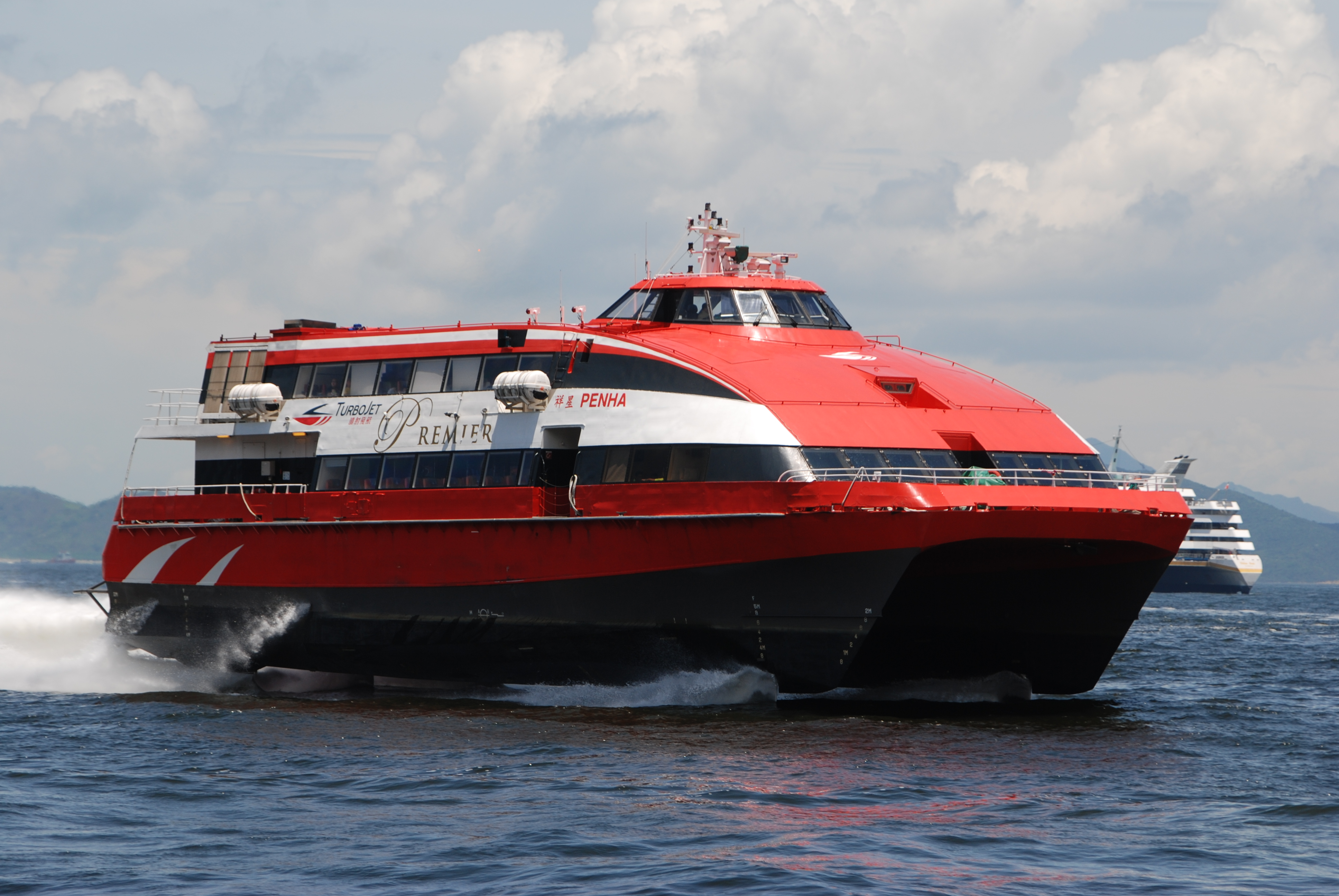
祥星 Foilcat

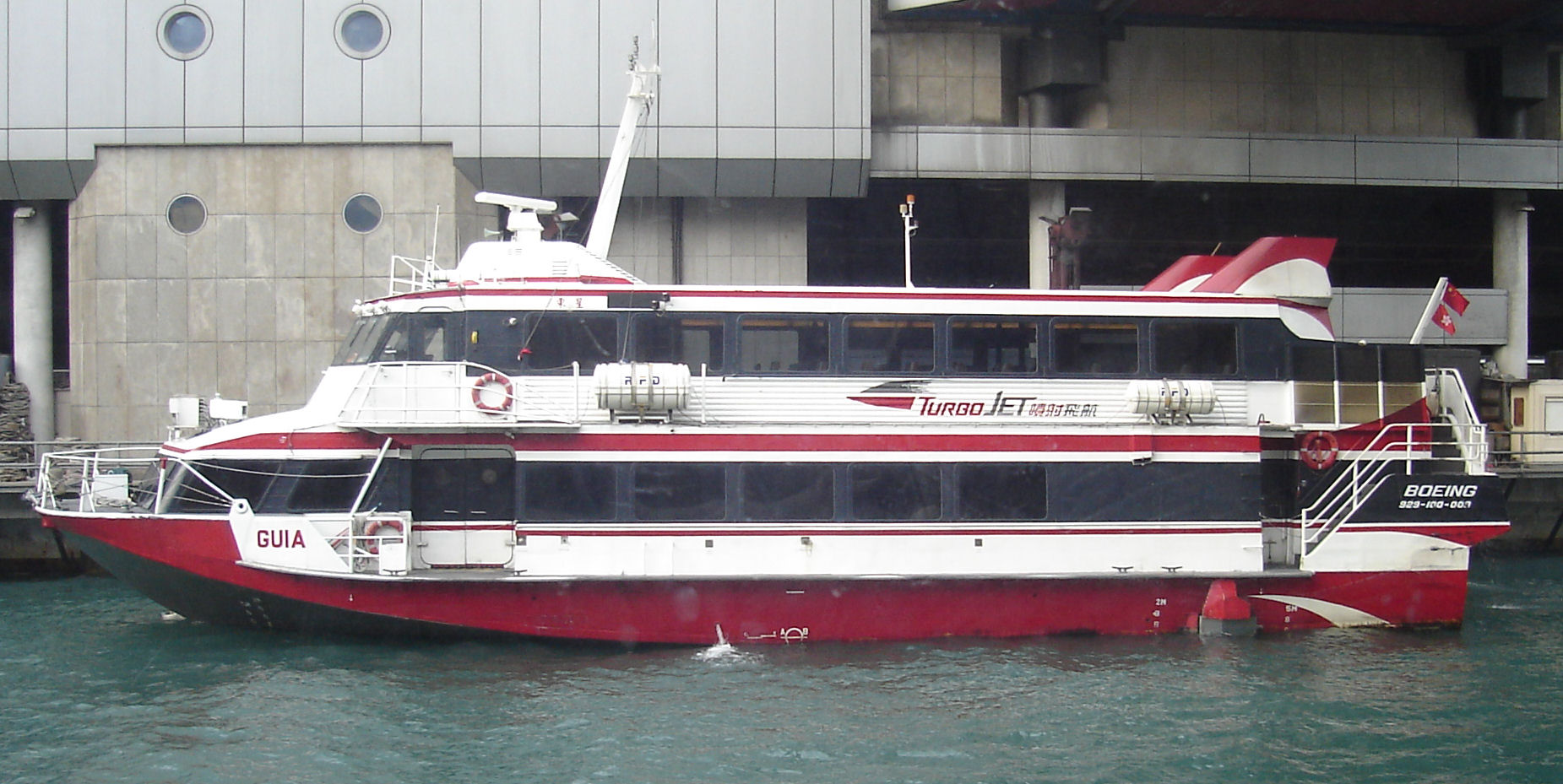
東星 JetFoil （昔の塗装）

社名が示すように在籍する6種類32隻（2018年現在）すべてがウォータージェット推進船で、うち計12隻は水中翼船である。

### JetFoil
260トン、全長24.4m、乗客数260人の水中翼船。ボーイング社製造。
初期型の929-100型、改良型の115型に大別される。
929-100型
- 水星 (Flores, 1974, 929-100-001) 1978年購入、2008年より長期運休
- 金星 (Santa Maria, 1974, 929-100-005)、退役済。
- 銀星 (São Jorge, 1975, 929-100-006) 1979年購入、Premier Jetfoil

929-115型
- 錫星 (Terceira, 1979, 929-115-012) 1980年購入、Premier Jetfoil
- 天皇星 (Funchal, 1979, 929-115-013) 1982年購入、Premier Jetfoil
- 帝皇星 (Lilau, 1979, 929-115-014) 1982年購入、2020年より長期運休
- 海皇星 (Horta, 1980, 929-115-016) 1982年購入、Premier Jetfoil
- 幸運星 (Cacilhas, 1980, 929-115-018) 1991年購入、Premier Jetfoil
- 帝后星 (Taipa, 1981, 929-115-021) 1990年購入、Premier Jetfoil

### PS-30
300トン、全長27.8m、乗客数270人の水中翼船。中国船舶工業集団社製造（ボーイング社からのライセンスを受け製造）。
- 北星 (Balsa, 1993)、運休中

### FoilCat
560トン、全長35m、乗客数400人の双胴水中翼船。クバーナー・ヘルストランド社製造。
- 日星 (Barca, 1996)、Premier Jetfoil
- 祥星 (Penha, 1996)、Premier Jetfoil

### FlyingCat
480トン、全長40m、乗客数300人の双胴船。クバーナー・ヘルストランド社製造（五號を除く)。
- 宇航一號 (Universal MK I, 1992)
- 宇航三號 (Universal MK III, 1993)
- 宇航五號 (Universal MK V, 2000)[7]

### TriCat
600トン、全長45m、乗客数300人の三胴船。FBMマリーン社製造(MK2009、MK2010を除く）。
- 宇航2001 (Universal MK2001, 1994)
- 宇航2002 (Universal MK2002, 1995)
- 宇航2003 (Universal MK2003, 1995)
- 宇航2004 (Universal MK2004, 1995)
- 宇航2005 (Universal MK2005, 1996)
- 宇航2006 (Universal MK2006, 1996)
- 宇航2007 (Universal MK2007, 1996)
- 宇航2008 (Universal MK2008, 1997)
- 宇航2009 (Universal MK2009, 1998)[8]
- 宇航2010 (Universal MK2010, 1999)[8]

### Austal 48
610トン、全長47.5m、乗客数410人の双胴船。オーストラリアのオースタル社製造（新世界第一渡輪から購入）。
- 宇航2011 (Universal MK 2011, 2008)
- 宇航2012 (Universal MK 2012, 2008)
- 宇航2013 (Universal MK 2013, 2002)
- 宇航2014 (Universal MK 2014, 2002)
- 宇航2015 (Universal MK 2015, 2002)
- 宇航2016 (Universal MK 2016, 2004)
- 宇航2017 (Universal MK 2017, 2004)

## 退役船
| 船種       | 船名                      | 就役年 | 退役年 | IMO     | 備考                               |
| ---------- | ------------------------- | ------ | ------ | ------- | ---------------------------------- |
| Jetfoil    | 木星(Madeira)             | 1974   | 不明   | 7523881 | 929-100-002 2013年事故大破         |
| Jetfoil    | 火星(Corvo)               | 1975   | 2006   | 7731555 | 929-100-003,売却                   |
| Jetfoil    | 土星(Pico)                | 1975   | 2018   | 7737391 | 929-100-004                        |
| Jetfoil    | 鐵星(Urzela)              | 1976   | 2018   | 7932898 | 929-100-007                        |
| Jetfoil    | 銅星(Delgada)             | 1977   | 2004   | 7932903 | 929-100-008,売却                   |
| Jetfoil    | 東星(Guia)                | 1976   | 2018   | 7932848 | 929-100-009 元・佐渡汽船「おけさ」 |
| PS-30      | 南星(Praia)               | 1994   | 2002   | 不明    | 売却                               |
| Flying Cat | 宇航二號(Universal MK II) | 1993   | 2010   | 9060388 | 売却                               |
| Flying Cat | 宇航四號(Universal MK IV) | 1994   | 2011   | 9086655 | 売却                               |